# 大武芙由美
大武 芙由美（おおたけ ふゆみ、1980年1月21日 - ）は、日本の女性声優。茨城県牛久市出身。シグマ・セブン所属。
旧名は崎谷 芙由美（さきや ふゆみ）、沼田 芙由美（ぬまた ふゆみ）。

## 人物
DoaThe・声優塾専科卒業。

## 出演

### テレビアニメ
1999年
- 下級生（女子生徒）

2000年
- こちら葛飾区亀有公園前派出所（孫娘）

2001年
- あぃまぃみぃ!ストロベリー・エッグ（出屋敷幸之介、女生徒A、店員）

2006年
- 金色のコルダ〜primo passo〜（子供）
- 恋する天使アンジェリーク〜心のめざめる時〜（村人）
- Project BLUE 地球SOS（皇太子妃）

### OVA
- HAPPY★LESSON（2001年、女生徒）

### 吹き替え
- グルメ探偵 ネロ・ウルフ

### デジタルコミック
- Beeマンガ 柴田さんちのエリザベス（2011年、エリザベス）

### ボイスオーバー
- ザ!世界仰天ニュース
- 素敵な宇宙船地球号

### ナレーション
- 朗読 鬼平犯科帳（番組宣伝）
- チャンネルα（番組宣伝）
- MUSIC ON! TV「ASAHI SUPER DRY The LIVE NAVI」
- ドライブ A GO!GO!（2010年7月11日～、テレビ東京）- 産休中の大神いずみの代役

### ラジオ
- 十日市秀悦のえふりこぎでゴメン